# Речные камбалы
Речные ка́мбалы (лат. Platichthys) — род лучепёрых рыб из семейства камбаловых (Pleuronectidae). Правосторонние камбалы, но по сравнению с другими представителями семейства среди особей данного рода наиболее велик процент левосторонних.
Обитают в северных частях Тихого и восточных Атлантического океанов. Являются объектами промысла.

## Виды
На апрель 2020 года в род включают 3 вида:
- Речная камбала (Platichthys flesus)
- Звёздчатая камбала (Platichthys stellatus)
- Platichthys solemdali  Momigliano, Denys, Jokinen and Merilä, 2018[3]